# Манассе де Бар-сюр-Сен
Манассе де Бар-сюр-Сен (фр. Manassès de Bar-sur-Seine; ок. 1135 — 4 апреля 1193) — граф де Бар-сюр-Сен (1151—1167), епископ Лангра (1179—1193).
Родился ок. 1135 г. Четвёртый сын графа Ги I де Бар-сюр-Сен и его жены Петрониллы де Шасне.

## Биография
В 1151 году после смерти старшего брата — Милона III унаследовал графство Бар-сюр-Сен. Как несовершеннолетний, первое время правил под опекой матери.
В 1167 году принял духовный сан и передал графство племяннице Петронилле — дочери Милона III.
С 1167 года дуайен в Лангре. В 1179 году избран епископом.
В 1190 году, поручив управление диоцезом Пьеру — аббату монастыря Св. Бенедикта в Дижоне, отправился в крестовый поход вместе с королём Филиппом Августом и герцогом Бургундии Гуго. Участвовал в осаде Акры.
В 1191 году вернулся в Лангр. Умер 4 апреля 1193 года. Похоронен в аббатстве Клерво.
Некоторые историки (Arthur Daguin в их числе) утверждают, что Манассе де Бар-сюр-Сен — граф и Манассе де Бар-сюр-Сен епископ — это два разных человека, принадлежавших к одному роду, граф родился ок. 1125, епископ — ок. 1140 г.